# Моедас-де-ла-Хара
Моедас-де-ла-Хара (ісп. Mohedas de la Jara) — муніципалітет в Іспанії, у складі автономної спільноти Кастилія-Ла-Манча, у провінції Толедо. Населення — 499 осіб (2010).
Муніципалітет розташований на відстані близько 150 км на південний захід від Мадрида, 100 км на захід від Толедо.

## Демографія
Динаміка населення (INE ):

## Галерея зображень

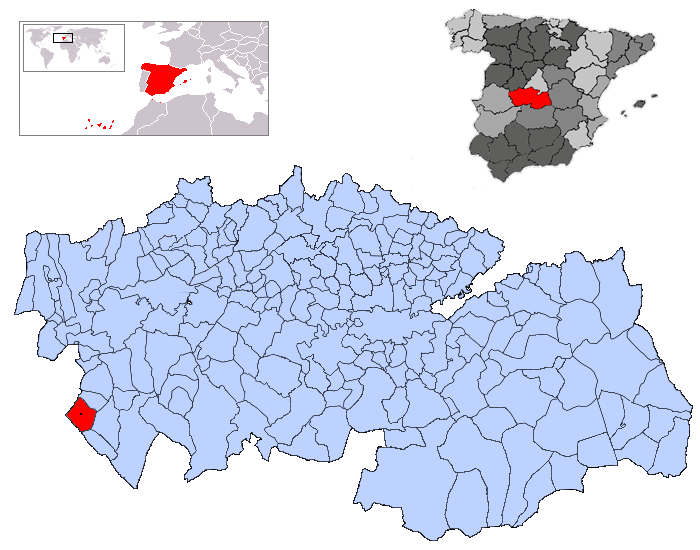
Розташування муніципалітету у провінції Толедо
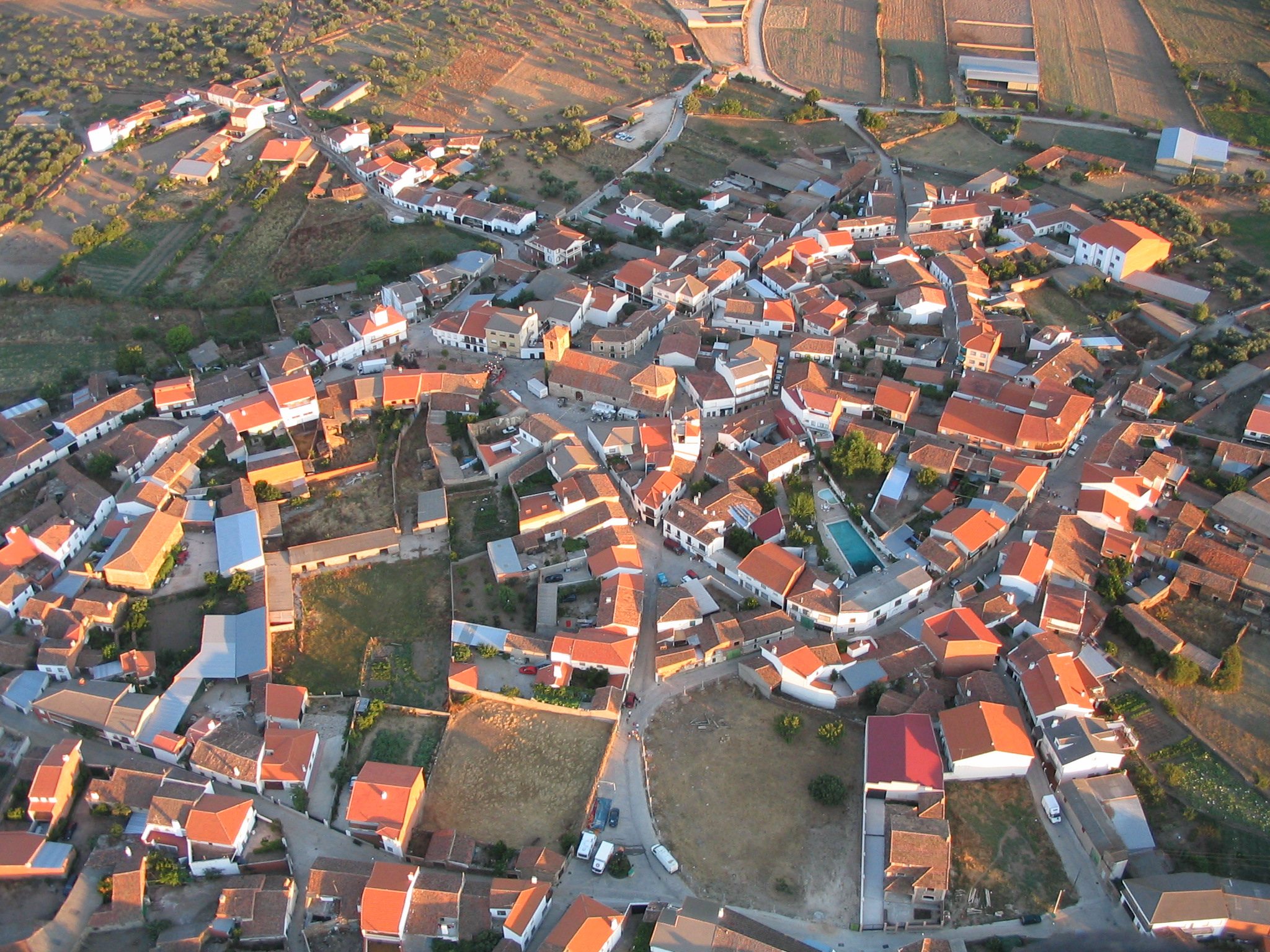
Моедас-де-ла-Хара згори